# Acronicta bradyporina
Acronicta bradyporina là một loài bướm đêm trong họ Noctuidae.